# Europäische Friedensfazilität
Die Europäische Friedensfazilität (EFF) ist eine Fazilität der Europäischen Union zur Finanzierung außenpolitischer Maßnahmen mit militärischen oder verteidigungspolitischen Bezügen im Rahmen der Gemeinsamen Außen‑ und Sicherheitspolitik. Sie wurde durch Beschluss des Rates der Europäischen Union am 22. März 2021 gegründet.

## Einrichtung der EFF
Die Einrichtung der Fazilität erfolgte gemäß einem „Vorschlag der Hohen Vertreterin der Union für Außen- und Sicherheitspolitik mit Unterstützung der Europäischen Kommission an den Rat für einen Beschluss des Rates zur Einrichtung einer Europäischen Friedensfazilität“ und wurde für die Jahre 2021 bis 2027 mit Mitteln in Höhe von 5 Milliarden Euro ausgestattet. Es handelt sich um ein haushaltsexternes Instrument, d. h. dass die Beträge von den Mitgliedsstaaten außerhalb des ordentlichen EU-Haushalts zusätzlich aufgebracht werden müssen.

## Ziele der EFF
Ziele der Fazilität sind laut EU-Pressemitteilung „die Konfliktverhütung, die Friedenserhaltung und die Stärkung der internationalen Sicherheit und Stabilität“. Planmäßig will die EU nicht nur selbst aktiv werden, sondern auch „Partnerländer sowie regionale und internationale Organisationen“ in die gleiche Lage versetzen.
Konkretisiert heißt dies, dass die Europäische Union im Rahmen der Gemeinsamen Sicherheits- und Verteidigungspolitik (GSVP) beispielsweise militärische Ausrüstung wie Kleinwaffen und Munition für die Partnerländer finanziert.

## Kritik an der EFF
Kritik an der Einrichtung der EFF gab es im Europäischen Parlament beispielsweise von der bündnisgrünen Hannah Neumann. Sie kritisierte, dass die EU in Zukunft selbst tödliche Waffen auch in Konfliktregionen exportieren könne, und forderte umfassende Kontrollrechte für das Europäische Parlament. Im deutschen Bundestag wurde das Thema durch eine Anfrage der Grünen-Abgeordneten Katja Keul thematisiert, die die EU als einen „Waffen- und Munitionslieferanten“ bezeichnete und von einem Paradigmenwechsel sprach, der aus ihrer Sicht „erschreckend wenig in der Öffentlichkeit diskutiert“ werde. Auch Greenpeace hatte laut taz kritisiert, dass der Fonds die deutschen Grundsätze für Waffenexporte aushöhle. Im November 2020 warnten 40 Nichtregierungsorganisationen in einer gemeinsamen Stellungnahme davor,
“… that the proposed facility not only fails to address the root causes of conflict, but also risks fuelling violations of international humanitarian law (IHL) and international human rights law (IHRL), while increasing the risk of harm to civilians overall.” (deutsch: „… dass die vorgeschlagene Fazilität nicht nur die eigentlichen Konfliktursachen nicht angeht, sondern auch die Gefahr birgt, dass sie Verstöße gegen das humanitäre Völkerrecht und die internationalen Menschenrechtsnormen begünstigt und das Risiko von Schäden für die Zivilbevölkerung insgesamt erhöht.“)
Zu den unterzeichnenden Organisationen gehörte Brot für die Welt und Greenpeace.

## Maßnahmen
Durch Beschluss am 2. Dezember 2021 wurden durch die EFF vier Maßnahmen in den folgenden Ländern unterstützt:
- Georgien
- Republik Moldau
- Ukraine
- Republik Mali

Durch Beschlüsse vom 21. April 2022 werden 45 Mio. Euro für Mosambik sowie 600 Mio. Euro für die Afrikanische Union bereitgestellt. Der Rat hat am 10. Dezember 2022 fünf Unterstützungsmaßnahmen im Rahmen der Europäischen Friedensfazilität (EFF) zur Unterstützung von Bosnien und Herzegowina, Georgien, Libanon und Mauretanien sowie zur Unterstützung des Einsatzes ruandischer Verteidigungskräfte in Mosambik in einem Gesamtumfang von 68 Mio. Euro angenommen.

## Unterstützung der Ukraine
Am 28. Februar 2022 verabschiedete der Rat „… ein neues Maßnahmenpaket als Reaktion auf die militärische Aggression Russlands gegen die Ukraine“ in Höhe von 500 Mio. Euro, das durch Beschlüsse vom 23. März 2022 bzw. 13. April 2022 auf 1,5 Milliarden Euro erhöht wurde. Durch diese Mittel sollte die Lieferung von Ausrüstung und Material für die ukrainischen Streitkräfte – darunter erstmals auch letale Ausrüstung – finanziert werden. Am Rande des G7-Außenministertreffens im Mai 2022 kündigte der EU-Außenbeauftragte Josep Borrell an, dass die EU weitere 500 Millionen Euro aus der EFF für die Ukraine bereitstellt. Weitere 500 Millionen Euro wurden von der EU – wieder aus der EFF – im Juli 2022 für die Ukraine bereitgestellt. Damit erhöhen sich die Zahlungen aus dem EFF an die Ukraine auf 2,5 Milliarden Euro.
Am 2. Februar 2023 beschloss der Rat das siebte Unterstützungspaket von 500 Mio. € für die Ukraine, nach Beschlüssen im Jahr 2022 am 28. Februar, 23. März, 13. April, 23. Mai, 21. Juli und 17. Oktober. Mit der siebten Tranche stieg der Gesamtbeitrag der EU im Rahmen der Europäischen Friedensfazilität für die Ukraine nun auf 3,6 Mrd. €.
Am 26. Juli 2024 stellte die Europäische Union zur Unterstützung der Ukraine die erste Tranche in Höhe von 1,5 Mrd. EUR aus immobilisierten russischen Vermögenswerten bereit.